# Neocladia senegalensis
Neocladia senegalensis är en stekelart som först beskrevs av Jean Risbec 1951.  Neocladia senegalensis ingår i släktet Neocladia och familjen sköldlussteklar. Inga underarter finns listade i Catalogue of Life.